# Häftpistol

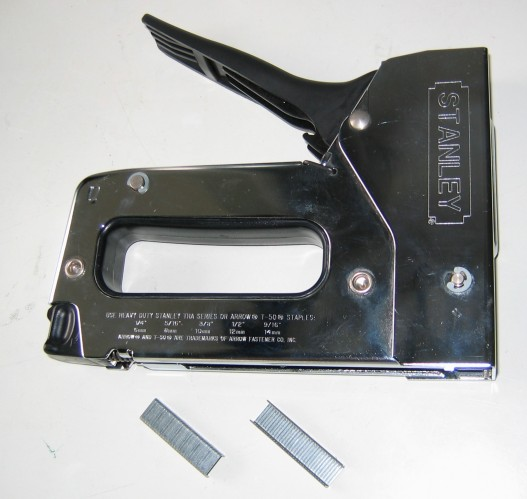
Manuell häftpistol med klamrar

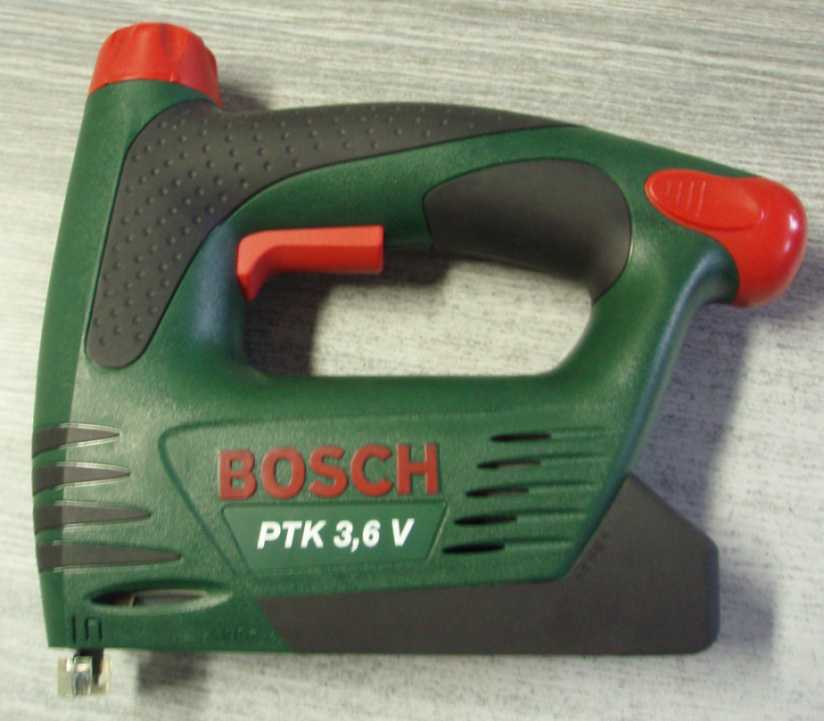
Bosch elektrisk häftpistol

Häftpistol är ett pneumatiskt, elektriskt eller manuellt drivet verktyg för häftning, isättande av häftklammer, i bland annat trä, läder, gummi, kartong och papp.